# Rajkovac (Topola)
Pour les articles homonymes, voir Rajkovac.
Rajkovac (en serbe cyrillique : Рајковац) est un village de Serbie situé dans la municipalité de Topola, district de Šumadija. Au recensement de 2011, il comptait 169 habitants.

## Démographie
| 1948 | 1953 | 1961 | 1971 | 1981 | 1991 | 2002 | 2011 |
| ---- | ---- | ---- | ---- | ---- | ---- | ---- | ---- |
| 386  | 388  | 338  | 302  | 264  | 250  | 189  | 169  |

|  |